# Villar Perosa
Villar Perosa (piemonti nyelven ël Vilar ëd Perouza , okszitán nyelven  lou Vialâr) egy község Olaszországban, Torino megyében. Az 1980-as évek végéig a Juventus edzéseinek színhelye. Itt található az Agnelli család nyári rezidenciája.

## Elhelyezkedése

Villar Perosa község Torino megye térképén

Villar Perosa a Chisone-völgy egyik települése. Szomszédos települések :Inverso Pinasca, Pinasca, Porte, San Germano Chisone és San Pietro Val Lemina.